# كأس تونس 1989–90
كأس تونس لكرة القدم 1989-1990 هو الموسم رقم 34 منذ الاستقلال وال59 منذ إنشائه من كأس تونس لكرة القدم.

فاز بهذا الموسم المستقبل الرياضي بالمرسى، وجاء ثانيا الملعب التونسي.

## روابط خارجية
- الموقع الرسمي للجامعة التونسية لكرة القدم.